# 南部ターミナル駅
南部ターミナル駅（ナンブターミナルえき）は大韓民国ソウル特別市瑞草区瑞草洞にある、ソウル交通公社3号線の駅。駅番号は341。芸術の殿堂の副駅名がある。

## 歴史
- 1985年10月18日 - ソウル特別市地下鉄公社3号線（当時）の駅として開業[1]。当時の駅名は貨物ターミナル駅（화물터미널역）[2]。
- 1990年4月1日 - 駅名を南部ターミナル駅に改称。
- 2005年1月1日 - ソウル特別市地下鉄公社がソウルメトロに改称。
- 2017年5月31日 - ソウルメトロとソウル特別市都市鉄道公社が統合され、3号線はソウル交通公社の駅となる。

## 駅構造

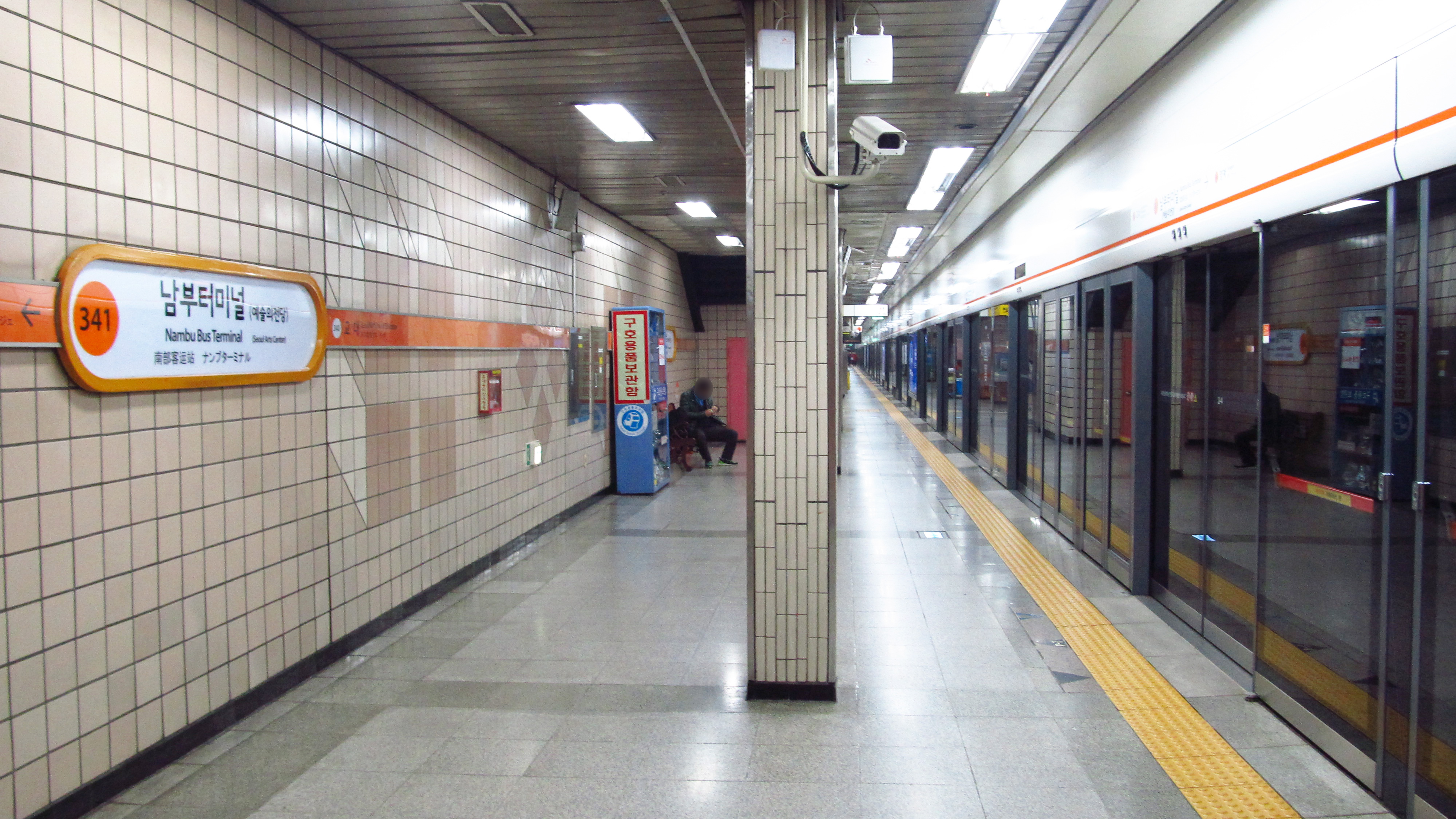
プラットホーム（2018年11月25日）

ホーム階は地下3階にあり、相対式ホーム2面2線を有している。保安用にホームドアシステム（フルスクリーンタイプ）を装備する。
改札階は地下2階にある。改札口は北側（教大寄り）と南側（良才寄り）の2ヶ所あるが、南側の改札口は上下ホーム別々に設置されている。北側の改札のみホームへの連絡エレベーターが設置されている。化粧室は北側の改札内にある。
出入口は1番から6番の計6ヶ所ある。

### のりば
- 案内上ののりば番号は設定されていない。

| ホーム | 路線  | 行先                                      |
| ------ | ----- | ----------------------------------------- |
| 上り   | 3号線 | 高速ターミナル・鍾路3街・旧把撥・大化方面 |
| 下り   | 3号線 | 良才・道谷・水西・梧琴方面                |

## 利用状況
近年の一日平均利用人員推移は下記のとおり。
| 路線  | 路線     | 2000年 | 2001年 | 2002年 | 2003年 | 2004年 | 2005年 | 2006年 | 2007年 | 2008年 | 2009年 | 出典  |
| ----- | -------- | ------ | ------ | ------ | ------ | ------ | ------ | ------ | ------ | ------ | ------ | ----- |
| 3号線 | 乗車人員 | 30,769 | 32,877 | 33,493 | 33,336 | 34,202 | 32,762 | 33,330 | 33,975 | 33,932 | 33,585 | [ 3 ] |
| 3号線 | 降車人員 | 33,201 | 35,731 | 36,246 | 35,573 | 35,883 | 34,512 | 34,791 | 35,502 | 35,390 | 35,166 | [ 3 ] |
| 3号線 | 乗降人員 | 63,970 | 68,608 | 69,739 | 68,909 | 70,085 | 67,274 | 68,121 | 69,476 | 69,322 | 68,752 | [ 3 ] |
| 路線  | 路線     | 2010年 | 2011年 | 2012年 | 2013年 | 2014年 | 2015年 |        |        |        |        | [ 3 ] |
| 3号線 | 乗車人員 | 34,849 | 35,490 | 36,140 | 37,390 | 37,518 | 36,705 |        |        |        |        | [ 3 ] |
| 3号線 | 降車人員 | 36,400 | 37,084 | 37,498 | 38,920 | 38,986 | 38,010 |        |        |        |        | [ 3 ] |
| 3号線 | 乗降人員 | 71,249 | 72,574 | 73,638 | 76,309 | 76,504 | 74,715 |        |        |        |        | [ 3 ] |

## 駅周辺
- ソウル南部バスターミナル（朝鮮語版）
- 芸術の殿堂
- 国際電子センター
- 韓国国際放送交流財団
- ロッテスーパー
- 21世紀病院
- 瑞草3洞住民センター
- 瑞一初等学校
- 瑞草1洞郵便局
- 韓国芸術総合学校瑞草区庁

## 隣の駅
ソウル交通公社
 3号線
教大駅 (340) - 南部ターミナル駅 (341) - 良才駅 (342)